# Старе Бадіково
Старе Баді́ково (мокш. Сире Байдеку, ерз. Сире Байдеку, рос. Старое Бадиково) — мокшанське село у складі Зубово-Полянського району Мордовії, Росія. Адміністративний центр Старобадіковського сільського поселення.

## Назва
Топонім Сире Байдеку походить від мокшанських слів сире — старий та байдек — палиця.

## Клімат
| Кліматограма Старого Бадіково                                                                                             | Кліматограма Старого Бадіково | Кліматограма Старого Бадіково | Кліматограма Старого Бадіково | Кліматограма Старого Бадіково | Кліматограма Старого Бадіково | Кліматограма Старого Бадіково | Кліматограма Старого Бадіково | Кліматограма Старого Бадіково | Кліматограма Старого Бадіково | Кліматограма Старого Бадіково | Кліматограма Старого Бадіково |
| --- | ----------------------------- | ----------------------------- | ----------------------------- | ----------------------------- | ----------------------------- | ----------------------------- | ----------------------------- | ----------------------------- | ----------------------------- | ----------------------------- | ----------------------------- |
| С | Л                             | Б                             | К                             | Т                             | Ч                             | Л                             | С                             | В                             | Ж                             | Л                             | Г                             |
| 53 −6 −11 | 45 −5 −11                     | 44 0 −7                       | 44 11 1                       | 53 19 8                       | 74 22 13                      | 71 25 16                      | 60 23 14                      | 63 17 9                       | 62 9 3                        | 54 1 −3                       | 56 −3 −8                      |
| Середня макс. і мін. температури повітря (°C) Атмосферні опади (мм), за рік : 679 мм. Джерело: «Climate-Data.org» (англ.) |                               |                               |                               |                               |                               |                               |                               |                               |                               |                               |                               |

## Населення
| 1866   | 1882  | 2002  | 2010  |
| ------ | ----- | ----- | ----- |
| → 1866 | ↘ 774 | ↘ 646 | ↘ 475 |

Національний склад станом на 2002 рік
- мокшани — 94 %[6]